# Prezentatorul (film)
Prezentatorul (în poloneză Wodzirej) este un film dramatic polonez din 1978, regizat de Feliks Falk⁠(d), după un scenariu original propriu. Filmul, care se înscrie în mișcarea cinematografică a anxietății morale, prezintă povestea lui Lutek Danielak (Jerzy Stuhr), un prezentator aflat într-o poziție îndepărtată în ierarhia concurenților, care vrea să avanseze în carieră folosind șantajul, delațiunea și alte activități lipsite de etică.
Prezentatorul a obținut premiul „Ciorchinele de Aur⁠(d)” (Złote Grono) în cadrul Lubuskie Lato Filmowe⁠(d) de la Łagów⁠(d) (1978), iar regizorul Falk, împreună cu actorul Stuhr și cu directorul de imagine Edward Kłosiński, a primit premiul Don Quijote (Don Kichot) la același festival. Jerzy Stuhr a fost premiat pentru rolul său din acest film la Festivalul Internațional de Film de la Chicago⁠(d) (1979).

## Rezumat
Prezentatorul de evenimente Lutek Danielak este angajat al sucursalei provinciale a companiei „Estrada” și se află într-o poziție îndepărtată (locul 6 sau 7) în ierarhia prezentatorilor-crainici. Sarcinile sale zilnice includ, printre altele, organizarea de petreceri pentru copii și pensionari și jocuri școlare. Neavând propriul apartament, locuiește într-o cameră închiriată împreună cu un coleg de serviciu, Romek Hawałka. Invidios pe colegii săi mai bine plasați, decide să încerce să obțină postul de prezentator al unui bal important care urma să fie organizat cu ocazia inaugurării Hotelului „Lux”, sperând ca acest eveniment să reprezinte un punct de cotitură în cariera lui.
Directorul Departamentului Cultural promite să-l ajute pe Lutek, susținând promovarea prezentatorilor tineri, dar concurența este totuși puternică, deoarece prezentatorii mai vechi Sikora, Majer, Lasota și Myśliwiec încearcă să obțină același post. Lutek nu este însă sigur că va câștiga concursul și decide să-și elimine rivalii prin orice mijloace: denunțuri anonime, șantajarea concurenților, trădarea prietenilor și chiar oferirea de favoruri sexuale. Obține informații compromițătoare despre Sikora de la fosta secretară a companiei, cu care întreține relații sexuale, și trimite denunțuri anonime împotriva acestuia, dar îl apără în cadrul ședinței pentru a nu fi bănuit ca autor al denunțurilor, ceea ce atrage simpatia directorului. Lutek se concentrează apoi asupra lui Majer și Lasota, participă la numeroase evenimente mici pentru a ieși cât mai mult în față și îl compromite până și pe cel mai bun prieten al său, Romek, căruia îi fusese promis anterior postul de crainic.
În cele din urmă, Lutek primește sarcina de a prezenta balul visat nu datorită acțiunilor sale, ci datorită sprijinului oferit de director, care a rămas fidel promisiunii făcute lui Danielak. Prezentarea se desfășoară la un nivel înalt până când Romek, care aflase despre activitățile machiavelice ale colegului său de cameră, apare în timpul balului și îl pălmuiește în public pe Lutek. Această palmă îl face pe Danielak să conștientizeze că, deși a avut succes și a devenit popular, a pierdut prietenia, dragostea și demnitatea umană.

## Distribuție
- Jerzy Stuhr — Lutek Danielak, angajat al companiei „Estrada”
- Sława Kwaśniewska⁠(d) — Mela, fostă secretară a companiei „Estrada”
- Wiktor Sadecki⁠(d) — Czesław Lasota, rivalul lui Lutek
- Michał Tarkowski⁠(d) — Romek Hawałka, colegul de apartament al lui Lutek
- Jana Švandová⁠(d) — Urszula („Ula”), iubita lui Danielak
- Ewa Kolasińska⁠(d) — Iza, soția lui Romek
- Jerzy Kryszak⁠(d) — Ryszard („Rysiek”) Przybylski
- Ryszard Kotys⁠(d) — Kazik Danielak, fratele lui Lutek
- Alfred Freudenheim⁠(d) — directorul companiei „Estrada”
- Bogusław Sobczuk⁠(d) — directorul Departamentului Cultural
- Jerzy Wasiuczyński⁠(d) — dl Jurek Zielony
- Bohdan Krzywicki⁠(d) — Majer, rivalul lui Lutek (menționat Bogdan Krzywicki)
- Patrycja Bukowska⁠(d) — secretara
- Jerzy Braszka⁠(d) — animator
- Marian Cebulski⁠(d) — Myśliwiec, rivalul lui Lutek
- Stanisław Chmieloch⁠(d) — Bolek Karolak, prietenul lui Lasota
- Janusz Cichalewski⁠(d) — Sikora, rivalul lui Lutek
- Janusz Dymek⁠(d) — regizorul
- Andrzej Dzielski — cântărețul
- Aleksander Fabisiak⁠(d) — Witek Kobus, avocat
- Marek Grot⁠(d) — reporterul TV
- Józef Harasiewicz⁠(d) — medicul
- Hanna Hartowicz-Kosińska — funcționară
- Edward Hulewicz⁠(d) — cântărețul de la bal
- Tadeusz Huk⁠(d) — fotograful Tomek
- Stanisław Jankowski⁠(d) — ziaristul
- Aleksandra Kisielewska⁠(d) — dansatoarea Nina, prietena lui Przybylski
- Mieczysław Kobek — dl Mietek
- Renata Kretówna⁠(d) — cântăreață
- Andrzej Kossowicz — Wołyniec, organizatorul unui grup de balet
- Leszek Kubanek⁠(d) — agentul comercial al restaurantului
- Bogusław Linda — medicul de la urgență
- Mirosława Marcheluk⁠(d) — Danka, soția lui Danielak
- Jerzy Moniak — amantul doamnei Danielak
- Monika Niemczyk⁠(d) — Irenka
- Monika Pawlusiewicz — cubaneza
- Krzysztof Pietch — povestitorul
- Mieczysław Surwiłło — președintele cooperativei de locuințe
- Maria Słodka — sora „Keren”
- Teresa Wojciechowska — sora „Keren”
- Andrzej Urbańczyk⁠(d) — animator
- Halina Wyrodek⁠(d) — gazda
- Julian Jabczyński⁠(d) — bărbatul care i se prezintă lui Lutek în timpul unei repetiții a unui eveniment într-o sală de sport (nemenționat)
- Paweł Nowisz⁠(d) — vânzătorul de la magazinul de televizoare (nemenționat)
- Jan Kanty Pawluśkiewicz⁠(d) — pianist la o petrecere dintr-o uzină organizată de Lutek (nemenționat)
- Edwin Petrykat⁠(d) (nemenționat)
- Marcin Sosnowski⁠(d) — prietenul Ninei (nemenționat)
- Feliks Szajnert⁠(d) — angajat al companiei „Estrada” (nemenționat)
- Krzysztof Zaleski⁠(d) — bărbatul de la bal care îl felicită pe Danielak (nemenționat)

## Producție
Prezentatorul a fost realizat de compania Zespół Filmowy „X”. Filmările au avut loc în anul 1977 și s-au desfășurat în mai multe locuri din orașul Cracovia: Ulica Wielopole⁠(d), Sala de sport Wisła⁠(d), Hotelul Cracovia⁠(d), cartierul Dębniki⁠(d). Filmul a fost realizat pe peliculă color, cu o lungime de 2900 m, și are o durată de 104 minute.
Regizorul filmului, Feliks Falk⁠(d), a explicat astfel alegerea actorului Jerzy Stuhr pentru rolul principal din acest film:
Când l-am ales pe Jerzy Stuhr, m-am concentrat pe autenticitate și intensitate. Stuhr are un dar extraordinar (mai mare, cred eu, decât alți actori) de a transmite adevărul autentic. Fără a-și pierde nimic din personalitate, el se transformă ușor în alte personaje și se identifică cu ele. Prezentatorul fără Stuhr ar fi fost cu siguranță lipsit de o anumită credibilitate. Între timp, mi-am dorit ca lumea prezentată în film să fie o lume reală, tangibilă, pe care o cunoaște toată lumea și ca protagonistul – deși cu trăsături exagerate și denaturate – să fie totuși probabil. Iar Stuhr a îndeplinit perfect această sarcină.

## Recepție
Criticul de film Aleksander Jackiewicz a exprimat o părere pozitivă despre Prezentatorul, pentru că în opinia sa „arată [...] oameni săraci, cu necazuri, aflați în căutarea unui ban și a unui anumit succes. Pentru că lumea în care aceștia își desfășoară activitatea este deja rău construită [...]. Dar pentru a străbate această lume, ai nevoie de dinți de lup.”. Potrivit criticului Ryszard Koniczek, Prezentatorul a fost „un pas uriaș înainte pentru tânărul regizor, asemănător cu renașterea unei personalități artistice. Dezinhibat, deschis la realitate și, în același timp, surprinzător de eficient din punct de vedere profesional”. Bolesław Michałek⁠(d) a remarcat că filmul lui Falk „nu este subtil și nu a fost intenționat să fie, spre deosebire de W środku lata⁠(d) al aceluiași regizor. Dar filmul este superb construit, iar interpretarea actoricească a lui Jerzy Stuhr este excelentă”.

## Premii
Filmul a fost distins cu mai multe premii:
- „Ciorchinele de Aur⁠(d)” (Złote Grono) pentru „continuarea creativă a bunelor tradiții ale regiei poloneze de film” în cadrul Lubuskie Lato Filmowe⁠(d) de la Łagów⁠(d) (1978);
- Premiul Don Quijote (Don Kichot)  în cadrul Lubuskie Lato Filmowe⁠(d) de la Łagów⁠(d) (1978) pentru Feliks Falk⁠(d), Edward Kłosiński și Jerzy Stuhr;
- Placheta de Aur (Gold Plaque) la Festivalul Internațional de Film de la Chicago (1979) pentru Jerzy Stuhr.[3]

A fost nominalizat, de asemenea, la premiul Hugo de Aur (Gold Hugo) pentru cel mai bun film la Festivalul Internațional de Film de la Chicago (1979).